# Sant Bartomeu de Ripoll
Sant Bartomeu de Ripoll és una església de Ripoll protegida com a Bé Cultural d'Interès Local.

## Descripció
De l'ermita només en resten els murs, els quals formen una planta rectangular, notablement alta (19 x 8 m), i les arrancades de volta. El presbiteri de la nau, és orientat vers el costat nord-oriental, i hi ha un absis central encastat en el buit del mur i dues absidioles laterals en sentit diagonal, cobertes amb les voltes de quart d'esfera corresponents. L'aparell és vist tant a l'interior com a l'exterior. És fet de carreuons formant murs d'un gruix considerable, amb filades ben col·locades, però amb pedres de mala qualitat que han estat erosionades